# Полигон частот
Полиго́н часто́т (в математической статистике) — один из способов графического представления плотности вероятности случайной величины. Представляет собой ломаную, соединяющую точки, соответствующие срединным значениям интервалов группировки и частотам этих интервалов.